# Mayville (Dakota del Norte)
Mayville es una ciudad ubicada en el condado de Traill en el estado estadounidense de Dakota del Norte. En el censo de 2010 tenía una población de 1858 habitantes y una densidad poblacional de 374,02 personas por km².

## Geografía
Mayville se encuentra ubicada en las coordenadas 47°29′53″N 97°19′34″O / 47.49806, -97.32611. Según la Oficina del Censo de los Estados Unidos, Mayville tiene una superficie total de 4.97 km², de la cual 4.97 km² corresponden a tierra firme y (0%) 0 km² es agua.

## Demografía
Según el censo de 2010, había 1858 personas residiendo en Mayville. La densidad de población era de 374,02 hab./km². De los 1858 habitantes, Mayville estaba compuesto por el 94.24% blancos, el 1.83% eran afroamericanos, el 0.65% eran amerindios, el 0.22% eran asiáticos, el 0.05% eran isleños del Pacífico, el 0.86% eran de otras razas y el 2.15% pertenecían a dos o más razas. Del total de la población el 2.05% eran hispanos o latinos de cualquier raza.